# 1943 Anteros
1943 Anteros eller 1973 EC är en jordnära asteroid som även korsar Mars omloppsbana. Den upptäcktes 13 mars 1973 av den amerikanska astronomen James B. Gibson vid Leoncito Astronomical Complex. Den har fått sitt namn efter Anteros i den grekiska mytologin.
Asteroiden har en diameter på ungefär 2 kilometer och den tillhör asteroidgruppen Amor.